# Озёрная чайка
Озёрная чайка, или обыкновенная чайка, или речная чайка (лат. Chroicocephalus ridibundus), — вид небольших птиц из рода Chroicocephalus семейства чайковых (Laridae), гнездящихся на обширной территории Евразии, а также на атлантическом побережье Канады. Обычна на территории России — её часто можно наблюдать летом на реках и озёрах, где она кружит возле проходящих судов в поисках подкормки. На большей части ареала перелётная птица, хотя в некоторых районах Западной Европы ведёт оседлый образ жизни.

## Ареал
Гнездится преимущественно на небольших пресноводных водоёмах колониями, размер которых может достигать нескольких тысяч пар. Часто селится вблизи больших городов и пищевых свалок. В брачном наряде среди других видов чаек выделяется тёмно-коричневой головой и белым затылком. Это одна из самых распространённых чаек в мире — её общая численность превышает 2 миллиона пар.

## Описание

### Внешний вид

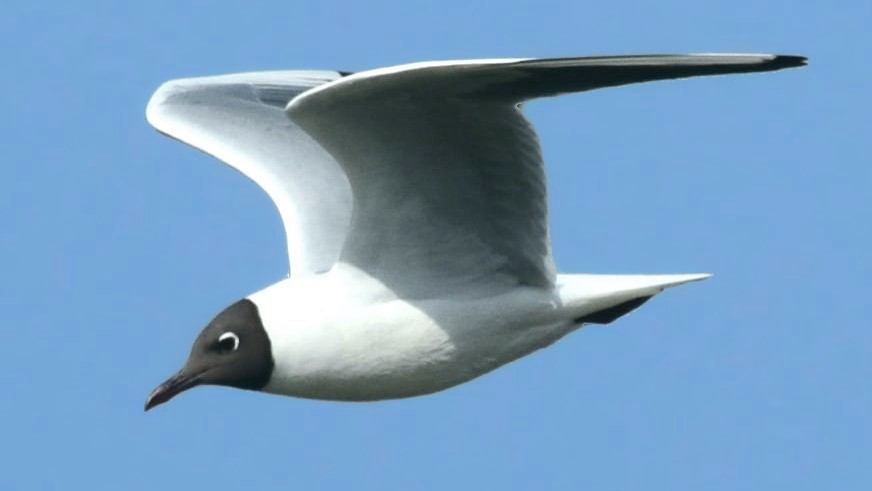
Озёрная чайка весной

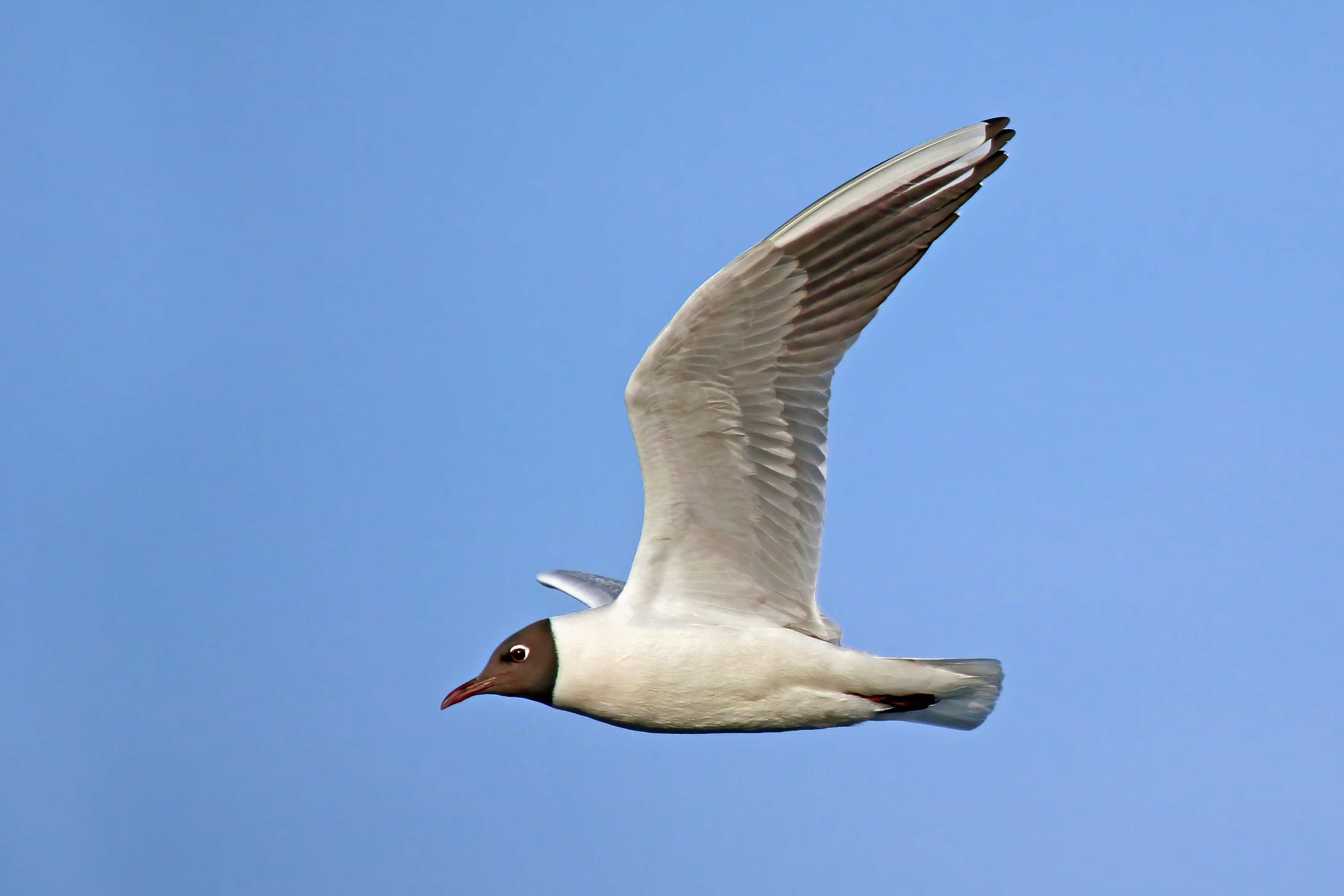
В полёте

Небольшая изящная чайка с округлой головой и тонким клювом. Длина 35—39 см, размах крыльев 86—99 см, вес 200—350 г. Значительно (примерно на треть) крупнее малой чайки, но несколько мельче морского голубка и сизой чайки. Среди особенностей окраса — широкая белая полоса в верхней передней части крыла и чёрная кайма в задней, характерная также для морского голубка и бонапартовой чайки, но не встречающаяся у других видов. Относится к группе чаек с двухлетним циклом оперения.
В брачном наряде голова тёмно-коричневая, но не полностью, как у некоторых других видов (например, у малой или ацтекской чаек), а до затылка, где проходит отчётливая косая граница между тёмным и светлым оперением. Вокруг глаз хорошо заметен тонкий белый ободок. Клюв слегка загнут вниз, без каких-либо украшений (как например загиба на конце или красного пятна на подклювье), тёмно-бордового цвета. Радужная оболочка глаз бурая. Затылок, шея, грудь, брюхо, хвост и надхвостье белые, иногда с небольшим розоватым оттенком. Мантия и верхняя часть крыла серые. Крылья заострённые, как у крачек. По переднему краю крыла имеется широкая белая полоса, клинообразно расширяющаяся к концу, а по заднему краю чёрная, образованная чёрными вершинами первостепенных маховых. Нижняя часть крыла преимущественно серая с широкой тёмной каймой на первостепенных маховых. В зимнее время у взрослых птиц голова становится белой с хорошо заметными чёрно-серыми пятнами в районе ушей и перед глазами, клюв светло-красным с тёмным окончанием, ноги светло-красными. В зимнее время чайка по окрасу напоминает морского голубка, отличаясь от него более коротким клювом и шеей.

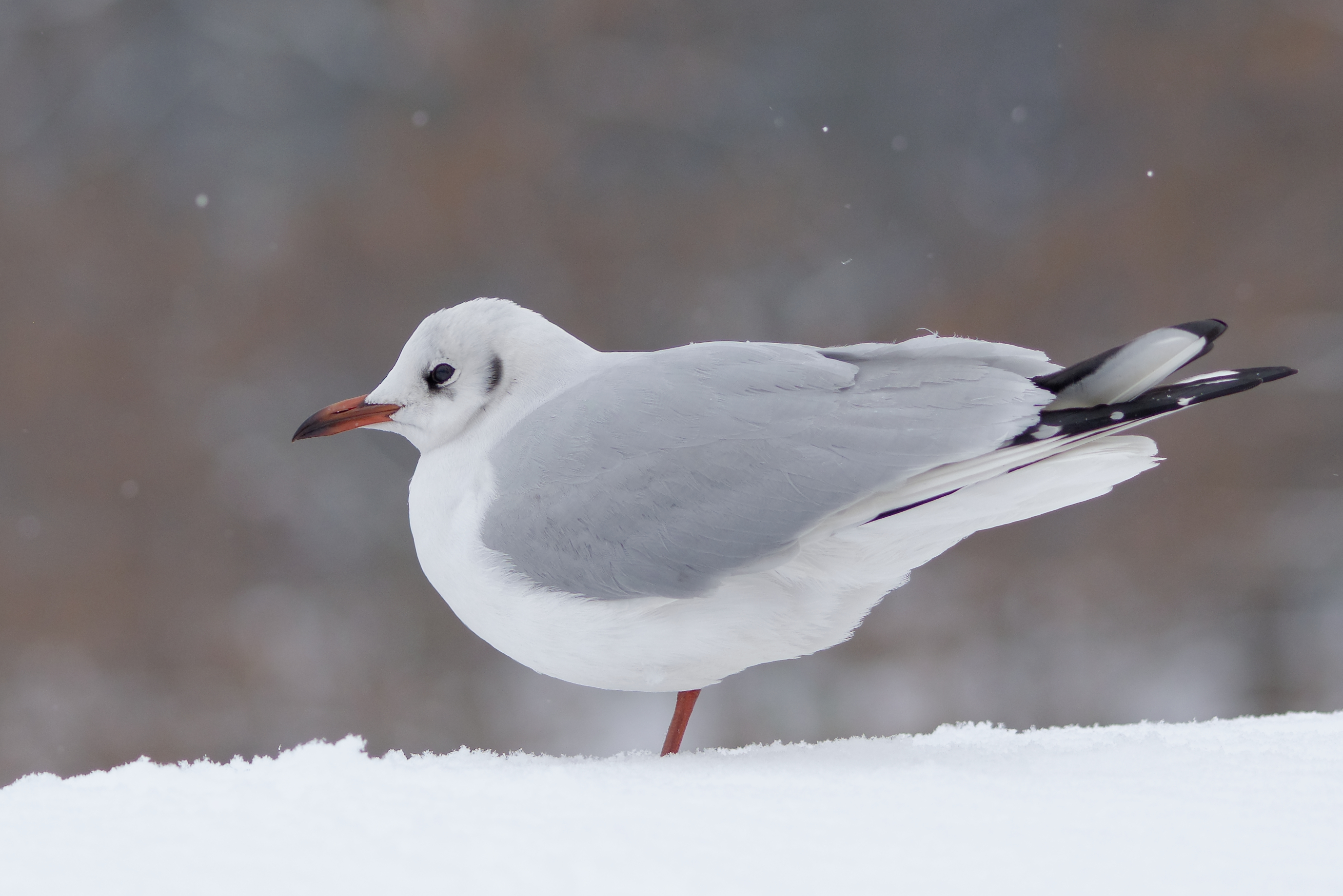
Озёрная чайка в зимнем оперении

В оперении молодых птиц на голове и в верхней части тела преобладают рыжеватые и серо-бурые тона. В первый год жизни птица больше напоминает камнешарок, нежели чаек. Крылья сверху пёстрые, с обилием бурых, рыжих и серых пестрин, белым передним и чёрным задним краем. На конце белого хвоста имеется хорошо заметная бурая поперечная полоса. Клюв и ноги более тусклые, грязновато-жёлтые.

### Голос
В колонии озёрные чайки необычайно активны и крикливы, часто издавая резкие и трескучие звуки, что-то вроде раскатистого «карр», иногда повторяемые с небольшим интервалом. Характерны также «мяуканье», «квохтанье» и короткие сигналы «кек», в серии напоминающие смех.

## Распространение

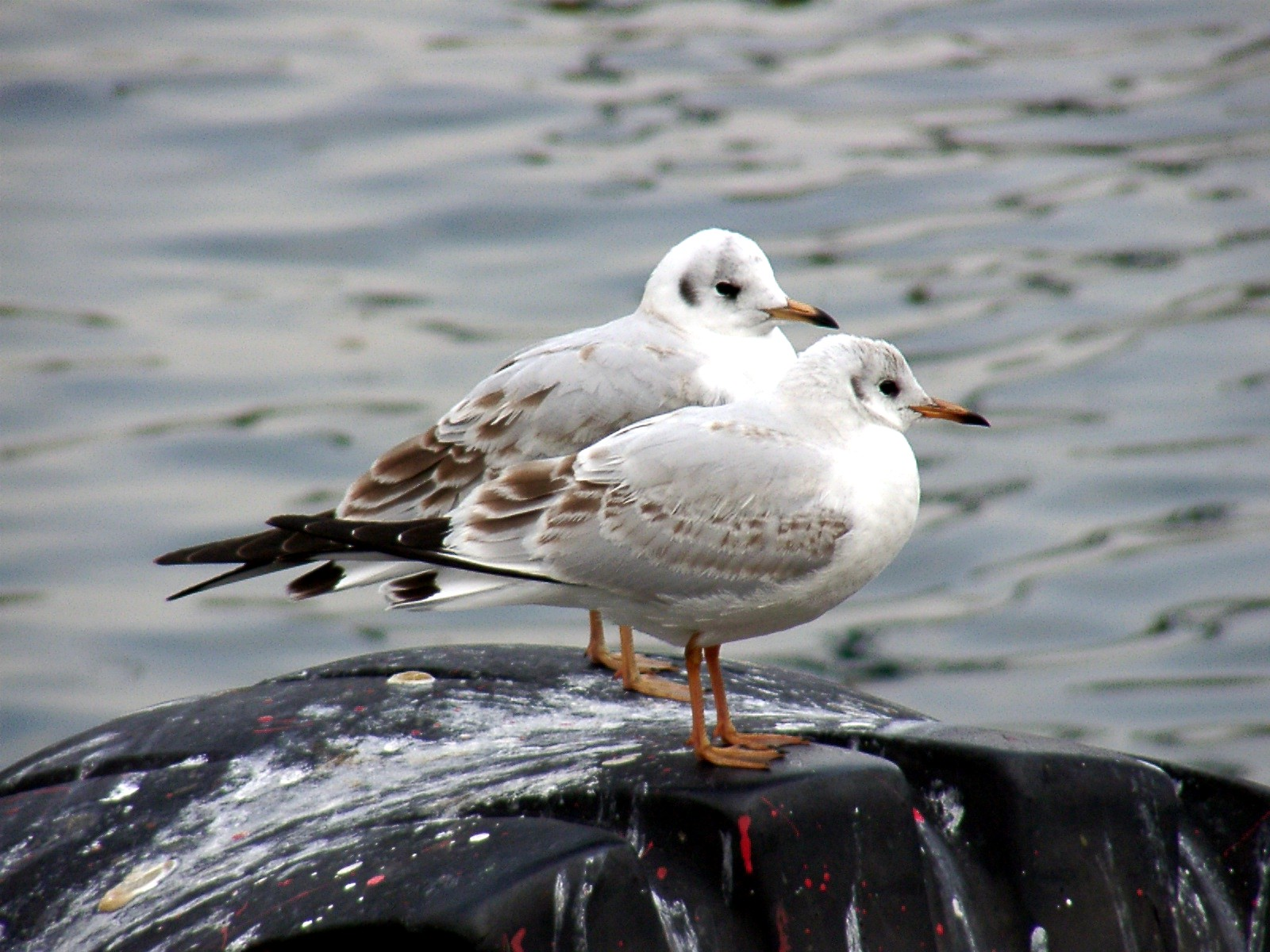
Молодые птицы

### Гнездовой ареал
Гнездится в умеренном климате чёрного моря на всём протяжении с запада на восток. В Западной, Южной и Северной Европе в XIX—XX веках ареал значительно расширился, во многом благодаря развитию сельского хозяйства и пищевой промышленности. В континентальной части Европы южная граница ареала проходит через южную Францию, долину реки По в северной Италии, Сербию, Болгарию, северное побережье Чёрного моря, Закавказье и Каспийское море. Местами встречается в центральной части Пиренейского полуострова и на северо-западе Средиземноморья. Гнездится на Корсике, Сардинии и Сицилии. На севере Европы гнездится на Британских и Фарерских островах, в Скандинавии вдоль морского побережья.
В России на север забирается до Кандалакшского залива на Белом море, верховьев р. Вычегды в районе Архангельска, 60° с. ш. на Урале, 67° с. ш. в бассейне Оби, 65° с. ш. на Енисее, 68° с. ш. в долине Лены, 69° с. ш. на Колыме и 61° с. ш. на побережье Берингова моря. Южная граница в Азии пролегает через 40° с. ш. в районе Каспийского моря, южный берег Арала, долины рек и озёр Сырдарья, Сон-куль, Иссык-Куль, Зайсан, Маркаколь, Убсу-Нур, Туул и Буйр-Нур. На востоке также встречается на Камчатке, в Приморье, Сахалине и в северо-восточной китайской провинции Хэйлунцзян.
В XX веке начала гнездиться далеко за пределами материка: в Исландии (с 1911 года), на юго-западе Гренландии (с 1969) и на о. Ньюфаундленд (с 1977) у берегов Северной Америки.

### Миграции
Перелётная, частично перелётная, либо оседлая птица. Популяции севернее январской изотермы −2,5° С перемещаются почти полностью. В Западной и Южной Европе в основном ведут оседлый образ жизни, а в промежуточных областях мигрируют частично. Процент миграции также возрастает с запада на восток. Зимуют к югу и к западу от январской изотермы 0 °С — на большей части Европы, побережьях Средиземного, Чёрного, Каспийского морей, Индийского и Тихого океанов, а также Японских островах. Начиная со второй половины XX века, зимний ареал озёрной чайки расширился за пределы Палеарктики — в Африке вдоль Атлантики до Нигерии и на берегу Индийского океана до Кении и Танзании, В Северной Америке на восточном побережье от Ньюфаундленда до Нью-Йорка.

### Места обитания
В период размножения обитает преимущественно на внутренних водоёмах со сплавинами и заломами кустарника — озёрах, поймах и дельтах рек, прудах, болотах, торфяных карьерах, где гнездится на мелководье и заросших островах. Реже гнездится на морском побережье в заболоченных бухтах, лужайках и дюнах. В последние годы всё больше становится синантропом, в поисках корма осваивая городские свалки, рыбоперерабатывающие заводы, предприятия лёгкой промышленности и городские водоёмы. На пролёте и в местах зимовок главным образом встречается на морском берегу и в дельтах крупных рек.

## Размножение

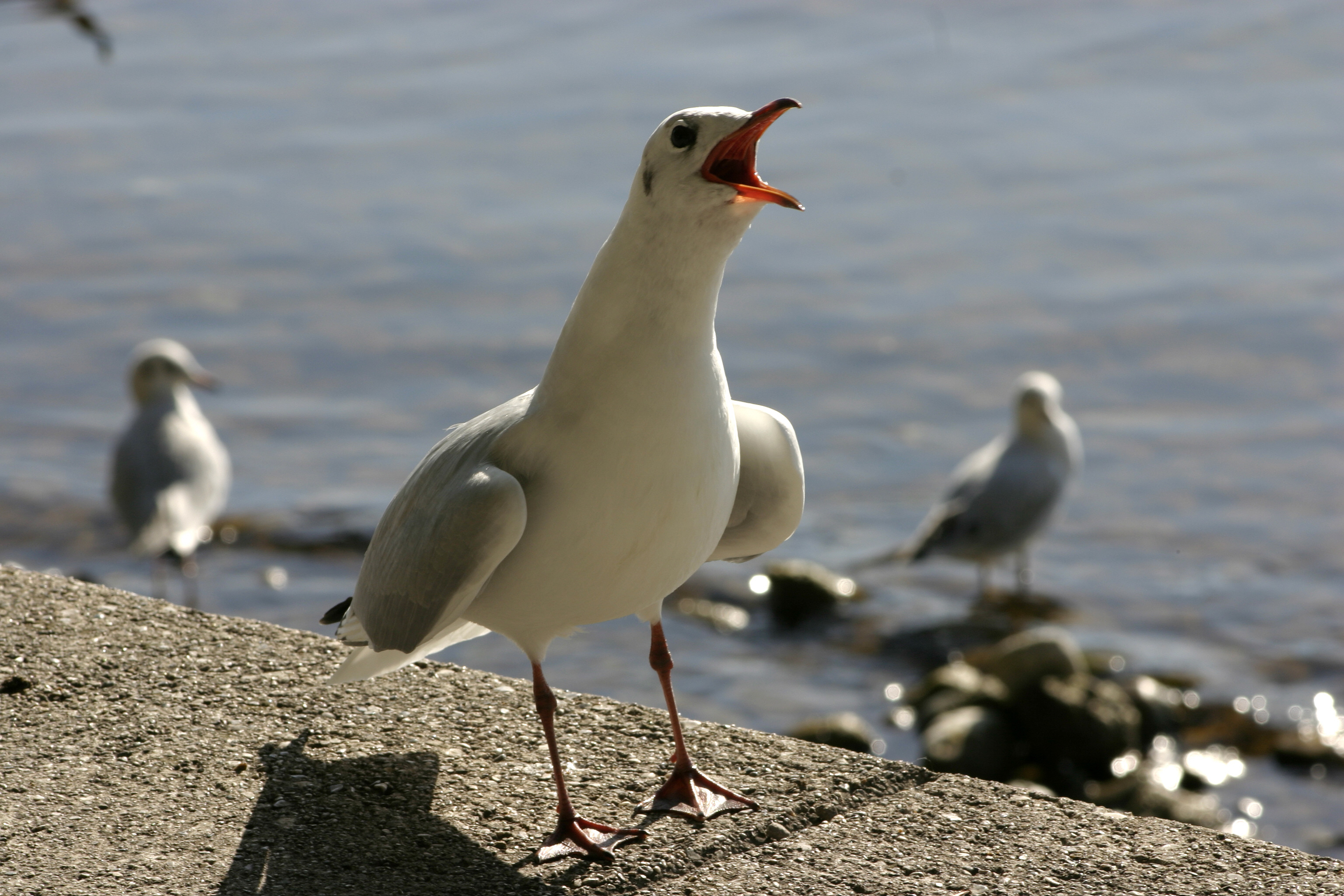
Демонстративное поведение

Озёрные чайки приступают к размножению в возрасте 1—4 лет, причём самки имеют тенденцию к более раннему воспроизводству. Гнездятся колониями, часто смешанными, размер которых может варьировать в больших пределах от нескольких десятков до нескольких десятков тысяч пар. В отличие от близкой малой чайки, колонии по своему местоположению постоянны и при отсутствии неблагоприятных факторов способны сохраняться десятилетиями. К местам гнездовий птицы прибывают довольно рано, когда только начинают вскрываться водоёмы и на земле появляются первые проталины — чаще всего в конце марта—середине апреля. Моногамны, пары образуются до прилёта к местам гнездовий либо сразу после него. Бывает, что окончательному образованию пары предшествует смена нескольких партнёров. После прилёта птицы, как правило, держатся недалеко от колонии и кочуют в поисках пищи. В этот период характерно ярко выраженное демонстративное поведение — птицы с криками преследуют друг друга в воздухе, с вытянутой вверх и вперёд головой издают резкие крики в сторону противника, «мяукают», «квохчут» и клюют землю. При формировании пары самка пригибает голову, выпрашивая корм, а самец ритуально кормит её.

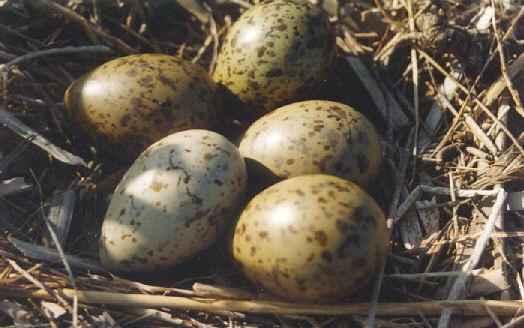
Кладка яиц

Для будущего гнезда выбирается труднодоступное для наземных хищников место — как правило, топкая сплавнина либо небольшой травянистый остров. Иногда гнездится в торфяниках, на болоте (как правило, низинном), реже в дюнах либо на прибрежном лугу. Охраняемая территория составляет 32—47 см вокруг гнезда, расстояние между соседними гнёздами от 50 см в плотных колониях до нескольких десятков метров в разреженных. Гнездо — небольшая небрежная куча из прошлогодних водных растений, без выстилки. В качестве материала обычно используются стебли тростника, рогоза, камыша, осоки или хвоща.
Согласно орнитологическим и оологическим исследованиям, кладка включает в себя 1—3 (чаще всего 3) яйца; в случае её утраты обычна повторная кладка. Окрас яиц может варьировать в большом диапазоне от светло-голубого или охристого без рисунка до тёмно-бурого с большим количеством пятен, однако чаще всего зеленовато-охристые либо оливково-бурые. Размер яиц (41—69) × (30—40) мм.
Насиживают оба родителя, время насиживания — 23—24 дня. В случае появления в колонии непрошеного гостя начинается всеобщий переполох, во время которого птицы кружат, истошно кричат и поливают нарушителя помётом. Птенцы покрыты охристо-бурым с чёрно-бурыми пятнами пухом, сливающим их с окружающей средой. Родители кормят птенцов непосредственно из клюва, или выбрасывают пищу из зоба в гнездо, где птенцы склевывают её. Птенцы в возрасте от 12 до 16 часов встают на ноги, в возрасте 18—20 дней ходят без посторонней помощи. Летать птенцы начинают в возрасте 25—35 дней, полностью лётными становятся через неделю после этого.

## Питание
Основу питания составляют беспозвоночные животные — дождевые черви, стрекозы, жуки и их личинки, двукрылые и другие насекомые. Из животных кормов также питается лягушками, ослабленной болезнью рыбой и мышевидными грызунами, такими как серая полёвка. Часто кормится пищевыми отходами на свалках, в местах переработки рыбы и других продуктов, и в городах. Корм добывает на плаву с поверхности воды, на суше и в воздухе.

## Генетика
Молекулярная генетика
- Депонированные нуклеотидные последовательности в базе данных EntrezNucleotide, GenBank, NCBI, США: 234 (по состоянию на 18 октября 2020 года).
- Депонированные последовательности белков в базе данных EntrezProtein, GenBank, NCBI, США: 232 Архивная копия от 21 июля 2020 на Wayback Machine (по состоянию на 18 октября 2020 года).

В исследованиях полиморфных локусов яичных белков показана возможность их использования для оценки внутрипопуляционной генетической изменчивости у озёрной чайки.